# احمدآباد (اندیکا)
احمدآباد، روستایی از توابع بخش اندیکا شهرستان مسجدسلیمان در استان خوزستان ایران است.	

## جمعیت
این روستا در دهستان قلعه خواجه قرار داردوبا نام دوراب شناخته شده است. روستای دوراب از سه محله ی احمد اباد ،حسن اباد،قلی اباد و رحیم اباد تشکیل شده است.جاذبه ها ودیدنی های این منطقه با نام دوراب امده است. و براساس سرشماری مرکز آمار ایران در سال ۱۳۸۵، جمعیت آن ۱۷۹ نفر (۳۲خانوار) بوده‌است.